# 波伊氏敏䲁
波伊氏敏䲁（學名：Scartella poiti），又稱波伊氏頂鬚䲁，為輻鰭魚綱鳚形目䲁科敏䲁屬的一種，被IUCN列為易危保育類動物，分布於西南大西洋巴西Trindade島海域，深度0至1公尺，本魚體延長，稍側扁，具有眼上鬚、鼻鬚及頸鬚且有分支，唇平滑，無犬齒，背鰭硬棘11-12枚、背鰭軟條13-15枚、臀鰭硬棘2枚、臀鰭軟條15-16枚，體長可達8.5公分，棲息在沿岸礁石區潮池，雌魚產附著性卵，雄魚有護卵行為，幼魚為浮游性，生活習性不明。